# Walter Siti
Walter Siti (Modena, 20 maggio 1947) è uno scrittore, critico letterario e saggista italiano.

## Biografia
Laureato all'Università di Pisa e diplomatosi alla Scuola Normale Superiore, già docente dell'Università di Pisa e della Calabria, fino all'ottobre 2007 è stato professore di Letteratura italiana contemporanea all'Università dell'Aquila. Ha pubblicato due volumi di critica letteraria, Il realismo dell'avanguardia (Einaudi, 1973) e Il neorealismo nella poesia italiana (Einaudi, 1980); ha pubblicato inoltre su varie riviste italiane e straniere (Nuovi argomenti, Paragone, Rivista di letteratura italiana e altre) saggi su Montale, Penna, Pier Paolo Pasolini e sulla poesia italiana contemporanea. È il curatore delle opere complete di Pasolini per la collana editoriale I Meridiani, della Mondadori. Il suo romanzo Troppi paradisi è stato votato da 600 addetti ai lavori del mondo editoriale convocati dalla rivista letteraria L'Indiscreto come la miglior opera letteraria italiana del ventennio 2000-2019.
Ha collaborato con La Repubblica, collabora con Domani.
Dopo un esordio da poeta (sue poesie sono apparse sull'Almanacco dello Specchio n. 8 - 1979, con un'introduzione di Franco Fortini), a partire dagli anni novanta ha cominciato a pubblicare anche romanzi, in cui la visione della realtà sociale spesso si sublima, e viene filtrata, da storie d'amore omosessuale. Nel 2007 è stato finalista del premio letterario Premio Bergamo. Nel 2009 ha vinto il premio letterario Dedalus. Dal novembre del 2008 cura su La Stampa di Torino una rubrica di televisione intitolata La finestra sul niente. Nel 2012 è stato nel cast del programma di Italia 1 La Scimmia come preside. Nel 2013 ha vinto il Premio Strega e il Premio Mondello con il romanzo Resistere non serve a niente, edito da Rizzoli.

## Opere

### Saggi
- Il realismo dell'avanguardia, Torino, Einaudi, 1975.
- Il neorealismo nella poesia italiana. 1941-1956, Torino, Einaudi, 1980.
- Il canto del diavolo, Milano, Rizzoli, 2009. ISBN 978-88-17-03039-7.
- Il realismo è l'impossibile, Roma, Nottetempo, 2013. ISBN 978-88-7452-396-2.
- La voce verticale. 52 liriche per un anno, Milano, Rizzoli, 2015. ISBN 978-88-17-08329-4.
- Pagare o non pagare. L'evaporazione del denaro, Milano, Nottetempo, 2018. ISBN 978-88-7452-697-0.
- Contro l'impegno. Riflessioni sul Bene in letteratura, Milano, Rizzoli, 2021, ISBN 9788817156318.
- Quindici riprese. Cinquant'anni di studi su Pasolini, Milano. Rizzoli, 2022, ISBN 9788817083065.
- C'era una volta il corpo, Milano. Feltrinelli, 2024.

### Romanzi
- Scuola di nudo, Torino, Einaudi, 1994. ISBN 88-06-13555-4.
- Un dolore normale, Torino, Einaudi, 1999. ISBN 88-06-14974-1.
- La magnifica merce, Torino, Einaudi, 2004. ISBN 88-06-16975-0.
- Troppi paradisi, Torino, Einaudi, 2006. ISBN 88-06-17799-0.
- Il contagio, Milano, Mondadori, 2008. ISBN 978-88-04-57950-2; con una postfazione dell'autore, Milano, Rizzoli, 2017, ISBN 978-88-170-9700-0.
- Autopsia dell'ossessione, Milano, Mondadori, 2010. ISBN 978-88-04-59542-7.
- Resistere non serve a niente, Milano, Rizzoli, 2012. ISBN 978-88-17-05846-9.
- Exit strategy, Milano, Rizzoli, 2014. ISBN 978-88-17-07243-4.
- Bruciare tutto, Milano, Rizzoli, 2017. ISBN 978-88-17-09354-5.
- Bontà, Torino, Einaudi, 2018 . ISBN 978-88-06-23858-2.
- La natura è innocente. Due vite quasi vere, Milano, Rizzoli, 2020. ISBN 978-88-17-14644-9.
- I figli sono finiti, Milano, Rizzoli, 2024.

### Racconti
- Benvenuta Rachele, in Questo terribile intricato mondo. Racconti politici, Torino, Einaudi, 2008. ISBN 978-88-06-19272-3.
- Walter Siti incontra Ercole, in Corpo a corpo. Interviste impossibili, Torino, Einaudi, 2008. ISBN 978-88-06-19387-4.
- Requiem per una sceneggiatura non scritta, in Malaitalia. Dalla mafia alla cricca e oltre, Parma, Guanda, 2010. ISBN 978-88-6088-999-7.
- Il sogno di Ercole, ne L'immaginazione, settembre-ottobre 2010.
- Diario, in Nuovi Argomenti, ottobre-dicembre 2010.
- Aspetta, non spingere, in Granta, 2011.
- Amici nemici, con Marco Santagata, Modena, Il Dondolo, 2017.
- Tutti i nomi di Ercole. La magnifica merce e altri racconti, Milano, Rizzoli, 2023, ISBN 978-88-1717-532-6.